# 策伯恩
策伯恩是奥地利下奥地利州诺因基兴县的一个市镇。总面积31.53平方公里，总人口1465人，人口密度46.5人/平方公里（2005年）。